# Dydiatycze (gmina)
Dydiatycze – dawna gmina wiejska w powiecie mościskim województwa lwowskiego II Rzeczypospolitej (1934–1939), a także jednostka podziału administracyjnego Generalnego Gubernatorstwa w latach 1941–1944, wchodząca w skład dystryktu galicyjskiego. Siedzibą gminy były Dydiatycze.
Gminę utworzono 1 sierpnia 1934 w ramach reformy na podstawie ustawy scaleniowej z dotychczasowych gmin wiejskich: Dydiatycze, Hołodówka, Makuniów, Mistyce, Mokrzany Małe, Mokrzany Wielkie, Orchowice, Sanniki, Szeszerowice i Wołczyszczowice.
Na początku 1938 wójtem był Jan Kucil.
W latach 1939–1941 zniesiona, będąc okupowana przez ZSRR, gdzie nie funkcjonowały gminy zbiorowe (vide rejon sądowowiszniański).
W 1941 roku reaktywowana na skutek wojny niemiecko-radzieckiej, po zajęciu obszaru przez władze hitlerowskie. Gmina weszła w skład powiatu lwowskiego (Kreishauptmannschaft Lemberg), należącego do dystryktu Galicja w Generalnym Gubernatorstwie, gdzie została zmodyfikowana względem stanu sprzed wojny:do gminy Dydiatycze nie powróciła gromada Sanniki, którą włączono do gminy Twierdza, do gminy Dydiatycze włączono natomiast  gromadę Wołostków, która przed wojną należała do gminy Sądowa Wisznia. Ludność gminy w 1943 roku wynosiła 9349.
| Gmina w Landkreis Lemberg | Miejscowości / gromady                                                                                               | Gmina (II RP)  | Powiat (II RP) | Rejon w ZSRR (1939–1941) |
| ------------------------- | --- | -------------- | -------------- | ------------------------ |
| Dydiatycze                | Wołostków | Sądowa Wisznia | mościski       | sądowowiszniański        |
| Dydiatycze                | Dydiatycze, Hołodówka, Makuniów, Mistyce, Mokrzany Małe, Mokrzany Wielkie, Orchowice, Szeszerowice i Wołczyszczowice | Dydiatycze     | mościski       | sądowowiszniański        |
| Twierdza                  | Sanniki | Dydiatycze     | mościski       | sądowowiszniański        |
| Twierdza                  | Arłamowska Wola, Chorośnica, Królin, Słabasz, Słomianka, Stojańce, Tuligłowy, Twierdza, Wojkowice i Zawadów          | Twierdza       | mościski       | sądowowiszniański        |
| Twierdza                  | Laszki Gościńcowe | Mościska       | mościski       | mościski                 |

Po II wojnie światowej obszar gminy został włączony do Ukraińskiej SRR.